# Pozo Amargo (Cádiz)
Pozo Amargo es una pedanía de 1 habitante (INE 2014) que pertenece al municipio de Puerto Serrano, situada en la provincia de Cádiz, España. Es la última población antes de llegar a la provincia de Sevilla, su ubicación es casi un enclave. Se encuentra en la ribera del Guadaira. En esta pedanía hay 18 casas y un antiguo balneario del siglo XIX. También tiene una Ermita llamada Nuestra Señora de la Asunción.

## Historia
Se sabe que Pozo Amargo está poblada desde la Edad del Hierro porque aún se conserva una muralla construida por los íberos en dicha época. Nunca ha sido un municipio independiente y pertenece a Puerto Serrano desde 1941 por decreto ley de Francisco Franco, anteriormente era término municipal de Morón de la Frontera y perteneciente a la provincia de Sevilla. 

## Sierra de Pozo Amargo
En la Sierra de Pozo Amargo nace el río Guadaira y está situada en los alrededores de Pozo Amargo, entre Morón de la Frontera y Coripe.